# باشگاه فوتبال فاتح قره‌گمرک
باشگاه فوتبال قره‌گمرک باشگاه ترکیه‌ای است که در سوپر لیگ فوتبال ترکیه بازی می‌کند.در ۲۰۲۲ و در جریان یک از مسابقات این باشگاه فوتبال در آنکارا در برابر استقلال ایران ؛ این باشگاه به سرمربیگری آندره آ پیرلو از ریکاردو ساپینتو سرمربی استقلال ایران ؛ ۲-۰ شکست خورد.

## تاریخچه
این باشگاه در سال ۱۹۲۶ تأسیس شد. در  لیگ برتر ترکیه در سالهای ۱۹۵۹–۱۹۶۳ و ۱۹۸۳–۱۹۸۴ بازی کرد.
قره‌گمرک دو بار به لیگ منطقه ای آماتور ترکیه سقوط کرد.
این تیم در حال حاضر پس از صعود از لیگ دسته اول فوتبال ترکیه در فصل ۲۰۱۹–۲۰۲۰ در سوپر لیگ فوتبال ترکیه بازی می‌کند.

## افتخارات
- سوپر لیگ فوتبال ترکیه: ۱۹۵۸–۶۳، ۱۹۸۳–۸۴، ۲۰۲۰– ۱۹۶۳–۶۹، ۱۹۸۰–۸۳، ۱۹۸۴–۸۸، ۱۹۸۹–۹۲، ۲۰۰۴–۰۵، ۲۰۱۹–۲۰: ۱۹۶۹–۸۰، ۱۹۸۸–۸۹، ۱۹۹۲–۹۷، ۲۰۰۰–۰۱، ۲۰۰۲–۰۴، ۲۰۰۵–۰۸، ۲۰۱۴–۱۹
- لیگ دسته سوم فوتبال ترکیه ۲۰۰۱–۲۰۰۲، ۲۰۰۸–۰۹، ۲۰۱۲–۱۴
- لیگ منطقه ای آماتور ترکیه: ۲۰۱۰–۱۲

## بازیکنان برجسته
- احمد موسی
- مهدی بن عطیه
- 🇹🇳 سردار درسون
- 🇮🇷 محمدزمان یعقوبیان